# A casa tutto bene
| Recensione       | Giudizio |
| ---------------- | -------- |
| NoteVerticali.it |          |
| rockol.it        | 3.5/5    |
| sentireascoltare | 7/10     |
| MelodicaMente    | 4.5/5    |

A casa tutto bene è il quarto album in studio del cantautore italiano Brunori Sas, pubblicato il 20 gennaio 2017.

## Tracce
1. La verità – 5:02
2. L'uomo nero – 4:27
3. Canzone contro la paura – 3:42
4. Lamezia Milano – 3:52
5. Colpo di pistola – 5:01
6. La vita liquida – 3:26
7. Diego e io – 4:15
8. Sabato bestiale – 3:42
9. Don Abbondio – 3:54
10. Il costume da torero – 2:22
11. Secondo me – 4:42
12. La vita pensata – 2:41

## Classifiche
| Classifica (2017) | Posizione massima |
| ----------------- | ----------------- |
| Italia            | 3                 |